# Красносілля (Кропивницький район)
Красно́сілля (до 1861 — Княжа) — село в Україні, в Олександрівській селищній громаді Кропивницького району Кіровоградської області. Населення становить 1474 осіб.
Колишній центр Красносільської сільської ради.

## Географія
У селі бере початок річка Сухий Тясьмин (верхній)

## Історія
Станом на 1886 рік у селі, центрі Красносільської волості Олександрійського повіту Херсонської губернії, мешкала 3631 особа, налічувалось 757 дворових господарств, існувала православна церква, єврейська синагога, 18 лавок, 2 постоялих двори, винний погріб, відбувались базари по понеділках. За 17 верст — залізничний полустанок, буфет.

## Населення
Згідно з переписом УРСР 1989 року чисельність наявного населення села становила 1804 особи, з яких 733 чоловіки та 1071 жінка.
За переписом населення України 2001 року в селі мешкали 1474 особи.

### Мова
Розподіл населення за рідною мовою за даними перепису 2001 року:
| Мова       | Відсоток |
| ---------- | -------- |
| українська | 97,01 %  |
| російська  | 2,04 %   |
| вірменська | 0,68 %   |
| молдовська | 0,20 %   |
| білоруська | 0,07 %   |

## Відомі люди
Уродженцем села є Герой Радянського Союзу С. О. Німенко (1911—1983).
Мулявка Любина (Любов) Данилівна (1898–1996) — український мистецтвознавець, музейний працівник.